# Willy Bardas
Pour les articles homonymes, voir Bardas (homonymie).
Willy Bardas, né le 17 février 1887 à Vienne en Autriche et décédé le 29 septembre 1924 à Naples en Italie, est un pianiste et professeur de musique autrichien.
Bardas étudie à Berlin auprès d'Artur Schnabel et Max Bruch. Il travaille en tant que pianiste à Berlin et en 1923 comme professeur de piano à l'Académie de Musique d'État à Tokyo. Son élève le plus connu est le compositeur japonais Saburō Moroi. En 1927 paraît lors de sa succession son livre sur la psychologie de la technique pianistique  (ISBN 3932976177) avec une préface de son professeur Artur Schnabel.

## Source de la traduction
- (de) Cet article est partiellement ou en totalité issu de l’article de Wikipédia en allemand intitulé « Willy Bardas » (voir la liste des auteurs).